# سفارت فرانسه در برلین

آرم سفارت فرانسه در برلین

در حال حاضر سفارت جمهوری فرانسه در برلین آلمان در پلاک پنج پاریسر پلاتس قرار دارد. معماری آن طرحی از کریستیان دپورتزآمپاک در شیوهٔ معماری نئوکلاسیک مدرن است و ساخت در سال ۲۰۰۲ تکمیل شد. این بنا در مکان سفارت فرانسه در آلمان پیش از جنگ جهانی دوم (که در آن جنگ تخریب شد) ساخته شده‌است. پیش از فروریختن دیوار برلین و اتحاد آلمان، سفارت فرانسه در آلمان شرقی در مکان دیگری از برلین بود و سفارت فرانسه در آلمان غربی در شهر بن قرار داشت.